# ギフコン - Gift Concierge.
『ギフコン - Gift Concierge.』（ギフコン）は、胡桃ちのによる日本の4コマ漫画作品。芳文社の『まんがホーム』にて2006年10月号から2012年11月号まで連載。

## 概要
デパートで働く三人の男女を中心とした買い物相談解決漫画。
作者の買い物趣味が反映されている。
普段の買い物から引き出物など数多い買い物シチュエーションを想定した上で描かれており、実際に買い物の参考として使用できる。一応恋愛的要素もある事はある。

## あらすじ
レトロな概観に現代流行と伝統が融合した内装、そしてお客様第一に様々なサービスと高品質の品々を提供する老舗百貨店「バレンタインデパート」。そこのエントランスコートの脇に新しいサービスステーションが誕生した。
その名はギフトコンシェルジュ、略してギフコン。
秘書室・ディスプレイ・販売とまったく異なる部門に所属していた三名による少数精鋭部隊（？）が提供するのは、お客様が百%満足するギフトな買い物。
時折訪れるビッグな難題に立ち向かいつつ、日永・斑・東雲の三人は今日も新たなギフトアイディアを考える。
ただしここはサービス係。贈答品売り場とお間違えなく。

## 登場人物

### ギフコン
本作の主人公達。バレンタインデパート1階、エントランス脇のギフトコンシェルジュカウンターに所属。
日永 長閑（ひなが のどか）
21歳。元・ディスプレイ裏方担当。通称のんちゃん、高校時代の同級生の古閑からは「のんか」と呼ばれる。
お茶と雑貨とお一人様を愛する女子。女性ならではの目線、というより雑貨好き＝自分が貰うならこういうのが欲しい＝だったらこういう…という流れで数多いアイディアを出す。
色気より食い気。彼氏いない歴は21年（＝年齢）。風巻と古閑に好意を寄せられているが全く気付いていないが、斑と東雲は気付いている。
物語終盤でニューヨーク支店へ移動となり、その際に風巻と古閑から告白されるが断っている。最終話では斑と共にパリ支店勤務の辞令が出された。辞令が出たところで物語は終了しているが、パリ勤務の間に斑と結婚している。
斑 凛乎（はだれ りんこ）
23歳。元・秘書室勤務。通称ブチ。
後述の東雲が駄目人間、日永はいい線言っているがまだ甘いという事でギフコンリーダー的存在。けっこう厳しい事を言うが根は可愛い。
完璧っぽい真面目人間、の様だが東雲にいわせればからかい甲斐のある奴。
幼少時に実母が他界、父親が後に再婚しているが、その再婚相手である義母に片思いをしてしまい右往左往している様子を日永、東雲両名にからかわれている。
仕事時はオールバックだが休日は前髪を下ろし、さらに眼鏡をしている（普段はコンタクト）。その様子は日永曰くインテリ詐欺師。実家は「一つ千円以上のプリンを作る」店。
東雲 六花（しののめ りつか）
23歳。元・販売員。通称リツ。
旅行初日に花束を贈るなど、贈り物のセンスが皆無。ギフト案がことごとく外れるのにギフコンに任命されてしまった人。恋多き男で多くの恋人を持つ。
一見して軽く、女性を口説く・会話する能力に長けており販売員時代はあらゆる売り場にひっぱりだことなる大人気の販売員だった。ギフコンに移動してからはその能力を駆使し、販売促進からクレーム処理などの作業を一手に引き受けている。
斑とは同い年（三ヶ月違い）の従兄弟。
現在は斑と二人でアパートを借りて暮らしている。

### 他部署のレギュラーキャラクター
風巻（しまき）
21歳。1階カフェ店員。通称シマくん。
日永と同期入社でボーイ担当。日永の事が好きなのだが告白できずにいる。さりげなくアピールしているが、日永の性格もあってぜんぜん気づいてもらえない。
古閑（こが）
21歳。6階雑貨フロアのアクセサリーショップ『Violette Candie（ヴィヨレット・カンディ、略称ヴィヨカン）』のオーナー兼デザイナー。通称古閑クン。
日永とは高校の同級生。元々はプロサッカー選手を目指していたのだが、高校卒業後大怪我を負い膝を故障、断念する。
入院中に趣味でアクセサリー作りをしていたら看護婦や入院患者に好評を得、ネット販売をしたら大当たり。バレンタインデパートに出店したら「高校の頃から好きだった日永が居た」と、なかなかの強運でもある。
日永の事が好き。風巻とは好きな人が同じなので牽制しあっている。しかし、日永にまったくその気が無いので二人して振りまわされている。

### その他の売り場と店員
単発登場のキャラクター達。まれに複数回登場する事もある。
フローリスト颯花の店員
バレンタインデパート1階の花屋の店員。下がり眉で糸目。鉢植え部門を担当しており、ギフト提案を依頼する。
大鳥
文具売り場の店員。妻と離婚し、息子二人と暮らしている。
梅月 裕太
9階テナントの旅行会社「ベルトラツーリスト」の店員。やや太目の体型。企画提案を依頼する。複数回登場。
エリ
6階雑貨フロアの美容室「KOTOTOKO屋」の店員。スタッフは彼女と夫の2名。オープン記念のギフト提案を依頼する。
雨月
書店「Books Merja」の店員。眼鏡女子。彼に自分の好きな本を贈ったら古紙回収に出されてしまった。
本を贈ろうフェアのアイディアについて助言を依頼。複数回登場。
玉貴
真珠店店員。お歳暮ブースに出展した際、日永提案のギフトが好評を得る。
木乃
CDショップ店員。「お気に入りの一枚をあの人に贈ろう」というコンセプトのギフト提案を依頼する。
ちなみに上記コンセプトは以前に成功している本屋のフェアのぱくり（四コマのタイトルより）
帽子屋の店員
2階専門店フロアにある帽子屋の店員。糸目、くせのある髪（寝ぐせ？）
帽子はサイズや好みがあるためギフトに向かないことを悩み、提案を依頼する。
出平 和（いでひら かず）
B1階食料品フロアのパン屋「デピス」の店主。焼菓子系や自宅で焼き上げる半生タイプなどのギフトに飽き足らず「なにか新しいことしたいな」という理由でギフト提案を依頼。
帷子 雪（かたひら ゆき）
6階雑貨フロアのオーダードール専門店「星月夜（ほしづくよ）」のオーナー人形師。アンティークドールのような人形のラッピングについてギフコンに指導を依頼。
尾結
地下食料品フロアの「おにぎりビュッフェ にぎっ太郎」の店主。お土産用のセット提案を依頼したことがきっかけで、地下食の他の店も全店依頼する事となる。
レンタルドレスショップの店員
6階のレンタルドレスショップ店員。眼鏡を掛けた知的美人的な容姿。日永と共に訪れた古閑を気に入り、新作ドレスのモデルを依頼する。
久木田
6階雑貨フロアのクッキー専門店「COOKIE家（クーキーハウス）」の店長。ギフト提案を依頼。
ヴィヨカンのアクセとコラボしたギフトが好評を得る。
上禅（かみぜん）
5階の和服屋「禅座（ぜんざ）」の三代目。二代目である父からデパートの店を譲られ、若者向けのカジュアルな店にするべくギフト提案を依頼。
ちなみに本店は創業者である祖父が仕切っている。

### その他登場人物
斑 滔子（はだれ とうこ）
斑の義母。31歳だが20代半ば程に見える。もみじが好きで、斑は毎年誕生日に鉢植えを贈っている。
ファッションセンスが壊滅的で、いつも夫に選んで貰っている。
斑の事を今でも小さな子ども扱いしているような様子が見える。
カフェのマスター
日永と斑が良く行くカフェのマスター。長髪オールバック、眼鏡にヒゲという外見。
モーニングを400円で提供しているが、ハーフモーニング（半分の量のモーニング）は390円という謎の価格設定。
殿村 ちよこ（とのむら -）
バレンタインデパートの社長の姪。（社長の姉の一人娘）社長の姉はデパートの筆頭株主であり、またバイヤーでもある。
母の仕事が忙しい事を理解しており、心配を掛けないように大人しくしている分別を持った、ある意味達観した5歳児。

## 単行本
- 胡桃ちの『ギフコン』 芳文社〈まんがタイムコミックス〉、全4巻
  1. 2008年7月22日初版発行（2008年7月7日発売[5]）、ISBN 978-4-8322-6651-3
  2. 2010年3月21日初版発行（2010年3月6日発売[5]）、ISBN 978-4-8322-6831-9
  3. 2011年7月22日初版発行（2011年7月7日発売[5]）、ISBN 978-4-8322-6982-8
  4. 2012年12月22日初版発行（2012年12月7日発売[5]）、ISBN 978-4-8322-5140-3